# Kulturministerens Idrætspris
Kulturministerens Idrætspris er en årlig idrætspris, der siden 2005 er blevet tildelt af kulturministeren til personer eller organisationer indenfor idræt i Danmark. Prismodtageren modtager 100.000 kr. Siden 2022 er prisen blevet uddelt i forbindelse med DM-ugen.

## Formål
“Prisen gives til årets exceptionelle præstation eller indsats inden for idrættens verden. Prisvinderkredsen er bred og kan dække eliteidrætsudøvere, trænere, ledere, forskere, foreninger og andre, som i det pågældende år har haft en særlig stor betydning for dansk idræt.”

## Prismodtagere
- 2005 – Dansk Bordtennis Union
- 2006 – Bente Klarlund Pedersen
- 2007 – Peter Jensen
- 2008 – Martin Damgaard
- 2009 – Idrætsforeningen B 1909
- 2010 – Ditlev Traasdahl Madsen
- 2011 – Bengt Saltin
- 2012 – Peter Gade og Eskild Ebbesen
- 2013 – Erhvervsskolernes ElevOrganisation
- 2014 – Dansk Atletik Forbund
- 2015 – IF Skjold-Skævinge
- 2016 – Sara Slott Petersen
- 2017 – Danmarks kvindefodboldlandshold
- 2018 – Karl Vilhelm Nielsen
- 2019 – Ikke uddelt
- 2020 – Ikke uddelt
- 2021 – Ikke uddelt
- 2022 –  Danmarks herrefodboldlandshold
- 2023 – Mikael Olesen
- 2024 – Anne-Marie Rindom
- 2025 – Julie Norman Leth